# Жанаталап (Тюлькубасский район)
Жанаталап (каз. Жаңаталап) — село в Тюлькубасском районе Туркестанской области Казахстана. Входит в состав Рыскуловского сельского округа. Находится примерно в 11 км к северо-западу от районного центра села им. Турара Рыскулова. Код КАТО — 516057200.

## Население
В 1999 году население села составляло 333 человека (176 мужчин и 157 женщин). По данным переписи 2009 года в селе проживало 457 человек (236 мужчин и 221 женщина).